# Lal Singh
Raja Lal Singh (... – 1866) è stato visir (wazir) dell'Impero Sikh e comandante delle forze dell'esercito Sikh Khalsa durante la prima guerra anglo-sikh.
Insieme a Tej Singh, Lal Singh fu alle dipendenze della Compagnia delle Indie orientali durante il corso della guerra. Lal Singh forniva regolarmente informazioni e riceveva persino istruzioni dagli ufficiali della Compagnia, comunicando attraverso il capitano Peter Nicholson.

## Biografia

### Gioventù

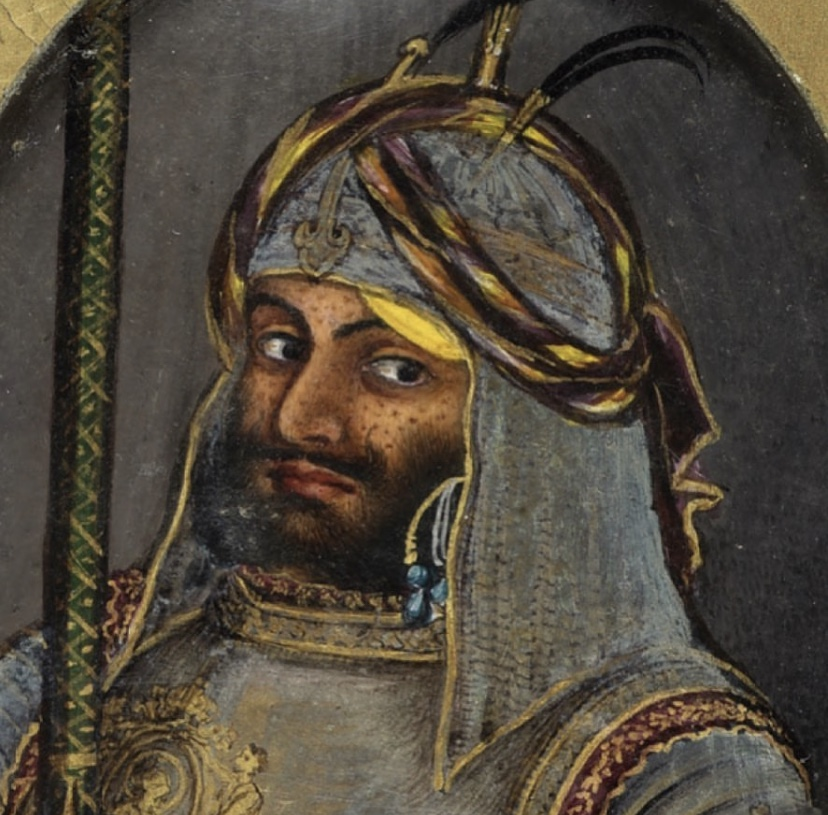
Ritratto di Lal Singh, 1846-1849 circa, Lahore

Lal Singh era un negoziante originario di Sahgol, nel distretto di Jhelum. Entrò al servizio del governo sikh nel 1832, lavorando come scrivano nella tesoreria e, secondo alcune fonti, convertendosi dal suo originario induismo al sikhismo per assicurarsi un posto a corte. Divenne un protetto dei visir Dhian Singh Dogra e Hira Singh Dogra, guadagnando il favore di questi ultimi grazie all'organizzazione, nel 1843, degli omicidi di Beli Ram (un altro benefattore di Lal Singh) e di Bhai Gurmukh Singh. Hira Singh Dogra diede a Lal Singh comandi militari, gli concesse il titolo di ragià (raja) e numerosi jagir a Rohtas, e lo nominò precettore del maragià (maharaja) Duleep Singh al posto dello zio di Duleep Singh, Jawahar Singh. Tuttavia, quando la maharani Jind Kaur si rivoltò contro Hira Singh Dogra, Lal Singh sostenne la maharani e suo fratello Jawahar Singh.
Lalb Singh conquistò rapidamente la fiducia della maharani, divenne il suo più stretto consigliere e fu nominato nel consiglio di reggenza: i contemporanei ipotizzarono che fosse amante di Jind Kaur, ma Lal Singh stesso in seguito negò il fatto. Nel febbraio 1845 fu inviato a Jammu alla testa di un esercito, per negoziare con Gulab Singh. Il 21 settembre 1845 Jawahar Singh, che nel frattempo era stato nominato visir, fu assassinato dall'esercito Sikh Khalsa, e l'8 novembre 1845 Lal Singh fu nominato visir dell'impero Sikh.

### Prima guerra anglo-sikh

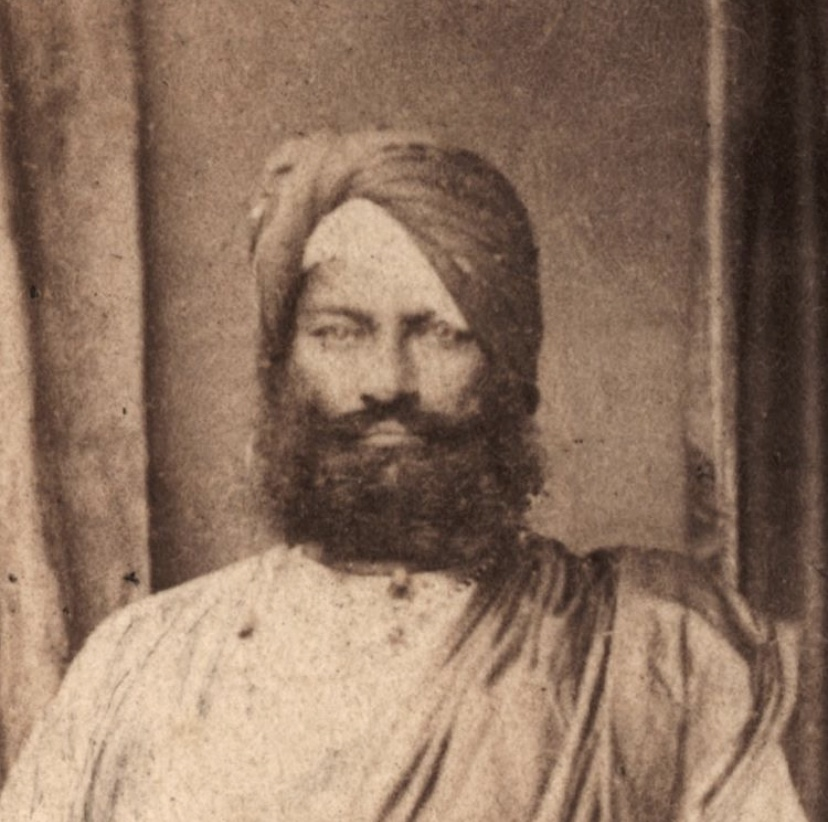
L'unica fotografia esistente di Lal Singh, 1855-1860 circa, scattata ad Agra o a Dera Doon

Durante la prima guerra anglo-sikh del 1845-1846, Lal Singh assunse personalmente il comando dell'esercito Sikh Khalsa, ma al fianco di Tej Singh collaborò segretamente con i britannici, inviando informazioni e ricevendo ordini dal capitano Peter Nicholson, un ufficiale di stanza a Ferozepur. Secondo Alexander Gardner, che si trovava a Lahore in quel periodo, la maharani, Lal Singh e Tej Singh volevano sfruttare la guerra come opportunità per neutralizzare la crescente minaccia dell'esercito, sempre più ribelle. All'inizio della guerra Lal Singh mantenne le sue divisioni trincerate a Ferozeshah anche quando la guarnigione britannica di Ferozepur era esposta all'attacco, permettendo così a John Hunter Littler di ritirarsi dal villaggio e di unire le sue forze con quelle di Hugh Gough. L'esercito della Compagnia delle Indie Orientali di Gough sconfisse successivamente l'esercito Sikh Khalsa nella battaglia di Mudki, dalla quale Lal Singh fuggì dopo un solo scambio di fuoco, e nella battaglia di Ferozeshah, vinta solo grazie al tradimento di Tej Singh. Lo stesso Lal Singh si sarebbe rifugiato in un fossato durante la battaglia.
Poiché gli uomini al suo comando sospettavano il suo tradimento, Lal Singh fuggì con la sua cavalleria irregolare, dirigendosi verso Lahore, dove offrì di fronte all'esercito la sua rinuncia alla carica di visir. Il 31 gennaio 1846 fu sostituito da Gulab Singh, ma mantenne il comando militare e fu presente alla battaglia di Sobraon del 10 febbraio 1846. Prima della battaglia, Lal Singh avrebbe tradito ancora una volta, inviando a Nicholson una mappa delle trincee sikh. Durante la battaglia, Lal Singh non fece intervenire l'artiglieria e la cavalleria e si ritirò, ancora una volta, a Lahore.

### Conseguenze ed esilio
All'indomani della prima guerra anglo-sikh, Lal Singh fu ricompensato dai britannici con la nomina a visir dello Stato di Lahore, sotto il controllo di Henry Lawrence. Cadde però in disgrazia quando si scoprì che aveva inviato istruzioni scritte al governatore del Kashmir per ostacolare i tentativi di Gulab Singh di occupare la valle del Kashmir, che gli era stata concessa dai britannici con il trattato di Amritsar del 1846. Lal Singh fu processato da una corte d'inchiesta, riconosciuto colpevole ed esiliato ad Agra, con una pensione di 12000 rupie all'anno. Fu intervistato dal giornalista John Lang, al quale Lal Singh dichiarò che non si lamentava della sua situazione e che si era dedicato all'archeologia e alla chirurgia come hobby. In seguito fu trasferito a Dera Doon, dove morì nel 1866.